# Antonio Bello
Antonio Bello (18 de março de 1935 - 20 de abril de 1993) foi um prelado católico italiano que serviu como bispo de Molfetta-Ruvo-Giovinazzo-Terlizzi de 1982 até sua morte por câncer em 1993. Bello estudou em vários colégios e seminários em lugares como Bolonha e Roma antes de ser nomeado para vários cargos em sua região, onde serviu como sacerdote. Mais tarde foi nomeado bispo e tornou-se conhecido pelo seu ensino eloquente e pela sua sensibilidade pastoral, ao mesmo tempo que se destacou pela sua ênfase numa maior participação diocesana por parte dos fiéis. Bello também foi membro da Ordem Franciscana Secular e foi um crítico vocal de conflitos internacionais, como a Guerra do Golfo.
A causa de beatificação de Bello foi iniciada mais de uma década após sua morte e ele foi intitulado Servo de Deus. O Papa Francisco nomeou-o Venerável em 25 de novembro de 2021.

## Vida

### Infância e educação
Antonio Bello nasceu em Alessano, província de Lecce, em 18 de março de 1935 às 12h10 am na Via Scipione Sangiovanni como o primeiro dos três filhos do marechal Carabinieri Tommaso Bello, falecido em 29 de janeiro de 1942, e da dona de casa Maria Imperato; ele foi batizado na igreja de SS. Salvatore em Alessano em 15 de abril e recebeu a Confirmação na mesma igreja em 8 de junho de 1941. Seus pais se casaram em 8 de março de 1934. Seus dois irmãos (em ordem) eram Trifone e Marcello.
Sua mãe foi contratada posteriormente depois de ficar viúva em Lucugnano na fabricação de produtos de tabaco. Seu tio Antonuccio encorajou Bello a manter um diário para registrar seus pensamentos e foi uma influência para ele, assim como seus tios Totò e Pippi. Suas tias Flora e Maria, além de Elvira e Assunta, também foram influências formativas para ele durante sua infância. Seu pai - que morreu em 1942 de ataque cardíaco - era viúvo e tinha dois filhos, Giacinto e Vittorio, que morreram durante a  Segunda Guerra Mundial. Giacinto morreu de ataque cardíaco em Milão, em 3 de outubro de 1944, e Vittorio morreu em 9 de setembro de 1943, a bordo do navio de guerra Roma, que estava afundando.
Frequentou a escola primeiro em sua cidade natal de 1940 a 1945 e depois ingressou nos seminários de Ugento (1940-1948) e Molfetta de 1950 a 1953 no Pontifício Seminario Regionale Pio XI (pediu a admissão para fazer os estudos secundários em 13 de agosto 1950). Mais tarde, frequentou a Opera Nazionale Assistenza Religiosa e Morale degli Operai para estudos adicionais a partir de setembro de 1953 em Bolonha. De 1953 a 1957, frequentou uma série de cursos teológicos no Pontifício Seminario Regionale Benedetto XV, em Bolonha.

### Sacerdócio
Em 30 de novembro de 1955, recebeu as ordens menores (do Cardeal Giacomo Lercaro) e posteriormente foi empossado no subdiaconado em 22 de dezembro de 1957 (este cronograma não pode estar correto). Bello foi posteriormente elevado ao diaconato (também de Lercaro) em 7 de julho de 1957. Bello recebeu sua ordenação sacerdotal em 8 de dezembro de 1957, do Bispo Giuseppe Ruotolo na igreja de SS. Salvatore em Alessano. Em 1 de novembro de 1958 foi nomeado vice-reitor para seminaristas em Ugento e mais tarde em 26 de junho de 1959, obteve uma licenciatura em estudos teológicos sagrados pela Facoltà teologica dell'Italia Settentrionale e outra licenciatura em Bolonha em 4 de novembro. Inscreveu-se num curso de filosofia e num curso deliteratura no colégio de Lecce em 30 de abril de 1962. Bello mais tarde frequentou a Pontifícia Lateranense em Roma de 20 de outubro de 1962 até 3 de julho de 1965 (aceitando o convite do Bispo Ruotolo para fazê-lo), quando obteve seu diploma. Em 3 de março de 1965 defendeu a sua tese de doutoramento intitulada “Os Congressos Eucarísticos e o seu significado teológico e pastoral”. Em 7 de março de 1968 tornou-se Monsenhor após ser nomeado Capelão de Sua Santidade. A partir de 1969, atuou como assistente da organização Ação Católica. Em 30 de setembro de 1976 foi promovido a reitor em Ugento.
Em 1 de outubro de 1977, foi nomeado administrador da paróquia do Sagrado Coração de Ugento antes de ser nomeado pároco em Tricase em 1 de janeiro de 1979, cargo que ocupou até a sua nomeação episcopal. Neste período colaborou com a organização Caritas Internationalis.

### Episcopado
Em 1982, o Papa João Paulo II nomeou-o Bispo de Molfetta e Bispo de Ruvo. Recebeu a consagração episcopal em 30 de outubro de 1982 e assumiu o nome de "Tonino" após a consagração. Os co-consagradores foram Aldo Garzia e Mario Miglietta. A unificação de suas dioceses fez com que ele fosse mantido como bispo em 30 de setembro de 1986. Em 1982, após a sua nomeação, viajou para Roma e conheceu o presidente Sandro Pertini que ficou impressionado com o novo bispo. Em resposta, Bello deu a Pertini sua cruz peitoral. Bello foi entronizado em Molfetta em 21 de novembro de 1982, mas foi entronizado em Giovinazzo em 28 de novembro, antes de mais duas instalações em Terlizzi (5 de dezembro) e Ruvo (8 de dezembro). Em 1985, fundou um centro de tratamento de dependência de drogas. Bello também visitou a Austrália e também os países latino-americanos Argentina e Venezuela para visitar imigrantes de sua diocese.
Ele foi escolhido presidente da Pax Christi em 1985 e ocupou esse cargo até sua morte; o presidente da Conferência Episcopal Italiana, cardeal Anastasio Alberto Ballestrero, nomeou-o para esse cargo para suceder ao bispo Luigi Bettazzi. Bello também foi um crítico ferrenho da Guerra do Golfo e de outros conflitos internacionais. Ele criticou ainda mais a OTAN, depois de a organização ter decidido instalar bombardeiros na Apúlia. Bello participou de uma marcha pacífica em Sarajevo em 7 de dezembro de 1992; ele partiu com outros 500 de Ancona para a costa da Dalmácia para iniciar a marcha que culminou na chegada a Sarajevo sob mau tempo e neblina. .
Dom Bello sonhou que a Igreja pudesse ser chamada de “Igreja do avental” e disse isso porque acreditava que o avental representava a única vestimenta que poderia ser atribuída a Jesus Cristo. Ele acrescentou que Jesus tirou a roupa exterior para pegar uma toalha que prendeu na cintura. Bello era conhecido por seu estilo de vida frugal; ele pegava ônibus e costumava andar de bicicleta, pois não gostava de carros devido à poluição. Bello interagia com as pessoas nas ruas e muitas vezes em bares e restaurantes. Bello em algum momento professou na Ordem Franciscana Secular. Em setembro de 1990 fundou a revista "Mosaico di Pace" em Molfetta e de 1990 a 1992 escreveu artigos para o jornal "Il manifesto".

### Morte
Morreu de câncer de estômago em Molfetta, em 20 de abril de 1993, olhando uma imagem da Mãe de Deus; seus restos mortais foram enterrados no Cimitero Comunale di Alessano após seu funeral realizado em 24 de abril. A sua última aparição pública foi numa cadeira de rodas na catedral diocesana para a missa do Crisma do dia 8 de abril, na qual discursou. Ele estava cansado depois da missa devido ao agravamento da sua doença. No dia 18 de março de 2015, os frades capuchinhos de Giovinazzo inauguraram um estado dedicado a Bello na presença do irmão do falecido bispo, Marcello.

## Processo de beatificação

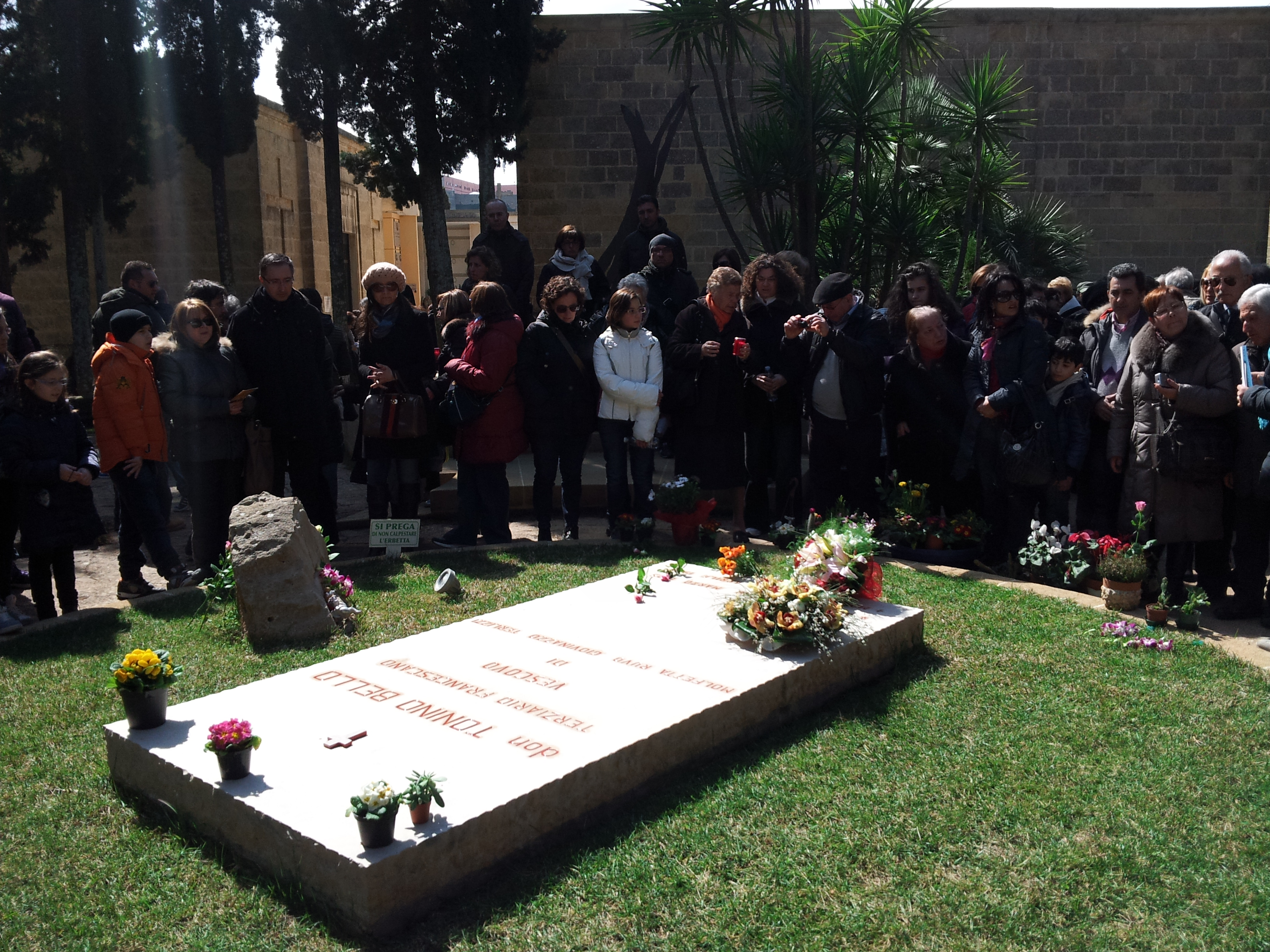
Tumba em Molfetta.

O processo de beatificação foi iniciado sob o Papa Bento XVI em 27 de novembro de 2007, depois que a Congregação para as Causas dos Santos emitiu o decreto oficial " nihil obstat " (sem objeções à causa) e intitulou Bello como Servo de Deus. O bispo diocesano de Molfetta emitiu posteriormente um decreto em 20 de abril de 2008 que introduziu a investigação diocesana que foi aberta em 30 de abril de 2010; esta investigação foi posteriormente encerrada em 30 de novembro de 2013. A C.C.S. em Roma validou posteriormente a investigação em 17 de abril de 2015. O Papa Francisco confirmou a virtude heroica de Bello e concedeu-lhe o título de Venerável em 25 de novembro de 2021.
O primeiro postulador desta causa até 2014 foi o Arcebispo Agostino Superbo e o primeiro vice-postulador até 2014 foi Monsenhor Domenico Amato. O atual postulador da causa (desde 21 de junho de 2014) é Monsenhor Luigi M. de Palma e o relator da causa (nomeado em 26 de junho de 2015 e encarregado de redigir o dossiê da Positio) é o Pe. Maurizio Tagliaferri.